# Tajvan az 1964. évi nyári olimpiai játékokon
Tajvan a japán Tokióban megrendezett 1964. évi nyári olimpiai játékok egyik részt vevő nemzete volt. Az országot az olimpián 7 sportágban 40 sportoló képviselte, akik érmet nem szereztek.

## Atlétika
Férfi
| Versenyző           | Versenyszám | Előfutam | Előfutam | Előfutam | Negyeddöntő | Negyeddöntő | Negyeddöntő | Elődöntő | Elődöntő | Elődöntő | Döntő   | Döntő    |
| Versenyző           | Versenyszám | Idő      | Hely.    | Össz.    | Idő         | Hely.       | Össz.       | Idő      | Hely.    | Össz.    | Idő     | Helyezés |
| ------------------- | ----------- | -------- | -------- | -------- | ----------- | ----------- | ----------- | -------- | -------- | -------- | ------- | -------- |
| Li A-tu (Lee Ar-Tu) | 100 m       | 11,2     | 8.       | 68.      | kiesett     | kiesett     | kiesett     | kiesett  | kiesett  | kiesett  | kiesett | kiesett  |
| Li A-tu (Lee Ar-Tu) | 200 m       | 23,0     | 6.       | 55.      | kiesett     | kiesett     | kiesett     | kiesett  | kiesett  | kiesett  | kiesett | kiesett  |

| Versenyző                           | Versenyszám | Selejtező | Selejtező | Döntő            | Döntő            |
| Versenyző                           | Versenyszám | Eredmény  | Helyezés  | Eredmény         | Helyezés         |
| ----------------------------------- | ----------- | --------- | --------- | ---------------- | ---------------- |
| Jang Csuan-kuang (Yang Chuan-kwang) | Rúdugrás    | 460 cm    | 10.*      | nem állt rajthoz | nem állt rajthoz |

| Vu A-min (Wu Ah-Min)                | Tízpróba | 11,7 | 643 | 509 cm | 582 | 10,67 m | 509 | nem állt rajthoz | nem állt rajthoz | nem állt rajthoz | nem állt rajthoz | nem állt rajthoz | nem állt rajthoz | nem állt rajthoz | nem állt rajthoz | nem állt rajthoz | nem állt rajthoz | nem állt rajthoz | nem állt rajthoz | nem állt rajthoz | nem állt rajthoz | nem ért célba | nem ért célba | nem ért célba | nem ért célba |
| Jang Csuan-kuang (Yang Chuan-kwang) | Tízpróba | 11,0 | 804 | 680 cm | 778 | 13,23 m | 680 | 181 cm           | 689              | 49,0             | 852              | 14,7             | 881              | 39,59 m          | 677              | 460 cm           | 957              | 68,15 m          | 858              | 4:48,4           | 474              | 7650          | 5.            |               |               |

Női
| Versenyző                | Versenyszám | Előfutam | Előfutam | Előfutam | Elődöntő | Elődöntő | Elődöntő | Döntő   | Döntő    |
| Versenyző                | Versenyszám | Idő      | Hely.    | Össz.    | Idő      | Hely.    | Össz.    | Idő     | Helyezés |
| ------------------------ | ----------- | -------- | -------- | -------- | -------- | -------- | -------- | ------- | -------- |
| Je Csu-mej (Yeh Chu-Mei) | 200 m       | 27,1     | 7.       | 34.      | kiesett  | kiesett  | kiesett  | kiesett | kiesett  |
| Je Csu-mej (Yeh Chu-Mei) | 80 m gát    | 12,1     | 6.       | 25.      | kiesett  | kiesett  | kiesett  | kiesett | kiesett  |
| Csi Cseng (Ji Cheng)     | 80 m gát    | 11,18    | 7.       | 18.      | kiesett  | kiesett  | kiesett  | kiesett | kiesett  |

| Versenyző            | Versenyszám | Selejtező | Selejtező | Döntő    | Döntő    |
| Versenyző            | Versenyszám | Eredmény  | Helyezés  | Eredmény | Helyezés |
| -------------------- | ----------- | --------- | --------- | -------- | -------- |
| Csi Cseng (Ji Cheng) | Távolugrás  | 567 cm    | 24.       | kiesett  | kiesett  |

| Versenyző            | Versenyszám | 80 m gát | 80 m gát | Súlylökés | Súlylökés | Magasugrás | Magasugrás | Távolugrás | Távolugrás | 200 m | 200 m | Végeredmény | Végeredmény |
| Versenyző            | Versenyszám | Idő      | Pont     | Eredmény  | Pont      | Eredmény   | Pont       | Eredmény   | Pont       | Idő   | Pont  | Pont        | Helyezés    |
| -------------------- | ----------- | -------- | -------- | --------- | --------- | ---------- | ---------- | ---------- | ---------- | ----- | ----- | ----------- | ----------- |
| Csi Cseng (Ji Cheng) | Ötpróba     | 11,1     | 1027     | 9,79 m    | 697       | 140 cm     | 721        | 572 cm     | 924        | 25,8  | 860   | 4229        | 17.         |

* - egy másik versenyzővel azonos eredményt ért el

## Cselgáncs
| Versenyző                          | Versenyszám | Csoportkör | Csoportkör | Negyeddöntő               | Elődöntő          | Döntő             | Helyezés |
| Versenyző                          | Versenyszám | Ellenfél Eredmény                                                                                               | Hely.      | Ellenfél Eredmény         | Ellenfél Eredmény | Ellenfél Eredmény | Helyezés |
| ---------------------------------- | ----------- | --- | ---------- | ------------------------- | ----------------- | ----------------- | -------- |
| Csang Ven-ku (Chang Won-Ku)        | Könnyűsúly  | 4. csoport · Bruno Carmeni (ITA) · V · Gaston Lesturgeon (FRA) · GY · Rájátszás: · Gaston Lesturgeon (FRA) · GY | 1.         | Oleg Sztyepanov (URS) · V | kiesett           | kiesett           | 5.       |
| Huang Csin-csun (Huang Chin-Chun)  | Középsúly   | 6. csoport · Lê Bả Thành (VIE) · GY · Kim Ithe (Kim Eui-Tae) (KOR) · V                                          | 2.         | kiesett                   | kiesett           | kiesett           | 9.       |
| Csang Cung-huj (Chang Chung-Huei)  | Nehézsúly   | 1. csoport · Doug Rogers (CAN) · V · Salvador Goldschmied (MEX) · GY                                            | 2.         | kiesett                   | kiesett           | kiesett           | 6.       |
| Huang Zsung-csun (Huang Yong-Chun) | Nehézsúly   | 5. csoport · Kim Dzsongdal (Kim Jong-Dal) (KOR) · V · Nicola Tempesta (ITA) · V                                 | 3.         | kiesett                   | kiesett           | kiesett           | 11.      |

## Kerékpározás

### Országúti kerékpározás
| Versenyző | Versenyszám     | Idő                    | Helyezés      |
| --- | --------------- | ---------------------- | ------------- |
| Teng Csun-huaj (Deng Chueng-Hwai)                                                                                           | Mezőnyverseny   | nem ért célba          | nem ért célba |
| Ho Csung-csao (Her Jong-Chau)                                                                                               | Mezőnyverseny   | 4:39:51,83 (+0:00,20)  | 86.           |
| Hszü Ming-si (Shue Ming-Shu)                                                                                                | Mezőnyverseny   | 4:39:51,83 (+0:00,20)  | 87.           |
| Teng Csun-huaj (Deng Chueng-Hwai) Ho Csung-csao (Her Jong-Chau) Hszü Ming-si (Shue Ming-Shu) Jang Zsung-hua (Yang Rong-Hwa) | Csapat időfutam | 2:53:28,59 (+26:57,40) | 25.           |

### Pálya-kerékpározás
Időfutam
| Versenyző                    | Versenyszám  | Idő           | Helyezés      |
| ---------------------------- | ------------ | ------------- | ------------- |
| Hszü Ming-si (Shue Ming-Shu) | Férfi egyéni | nem ért célba | nem ért célba |

## Ökölvívás
| Versenyző                            | Versenyszám   | Selejtező         | 32-es főtábla                   | Nyolcaddöntő                         | Negyeddöntő       | Elődöntő          | Döntő             | Helyezés |
| Versenyző                            | Versenyszám   | Ellenfél Eredmény | Ellenfél Eredmény               | Ellenfél Eredmény                    | Ellenfél Eredmény | Ellenfél Eredmény | Ellenfél Eredmény | Helyezés |
| ------------------------------------ | ------------- | ----------------- | ------------------------------- | ------------------------------------ | ----------------- | ----------------- | ----------------- | -------- |
| Vang Csi-jing (Wang Chee-Yen)        | Légsúly       |                   | Dominador Calumarde (PHI) · KO  | kiesett                              | kiesett           | kiesett           | kiesett           | 17.      |
| Li Csien-ce (Lee Chen-Chu)           | Harmatsúly    |                   | Jaroslav Šlajs (TCH) · 0-5      | kiesett                              | kiesett           | kiesett           | kiesett           | 17.      |
| Hszü Hung-csin (Hsu Hung-Cheng)      | Pehelysúly    |                   | Valentín Loren (ESP) · kizárták | Sztanyiszlav Sztyepaskin (URS) · RSC | kiesett           | kiesett           | kiesett           | 9.       |
| Vang Csi-csu (Wang Chee-Chu)         | Könnyűsúly    | erőnyerő          | Adrian Blair (AUS) · RSC        | kiesett                              | kiesett           | kiesett           | kiesett           | 17.      |
| Csiang Ping-csang (Chang Ping-Cheng) | Kisváltósúly  | erőnyerő          | Joao da Silva (BRA) · RSC       | kiesett                              | kiesett           | kiesett           | kiesett           | 17.      |
| Hung Cun-fu (Hong Tshun-Fu)          | Váltósúly     |                   | Issaka Daboré (NIG) · RSC       | kiesett                              | kiesett           | kiesett           | kiesett           | 17.      |
| Csen Pej-szen (Chen Bai-Sun)         | Nagyváltósúly |                   | erőnyerő                        | Tom Bogs (DEN) · RSC                 | kiesett           | kiesett           | kiesett           | 9.       |

## Sportlövészet
Férfi
| Versenyző                    | Versenyszám                    | Pont | Helyezés |
| ---------------------------- | ------------------------------ | ---- | -------- |
| Ma Csing-san (Ma Chen-Shan)  | Gyorstüzelő pisztoly           | 482  | 53.      |
| Taj Csao-cse (Tai Chao-Chih) | Sportpuska, fekvő              | 581  | 54.      |
| Pan Kuang (Pan Kou-Ang)      | Sportpuska, fekvő              | 588  | 33.      |
| Vu Tao-jüan (Wu Tao-Yan)     | Sportpuska, összetett          | 1107 | 33.      |
| Vu Tao-jüan (Wu Tao-Yan)     | Szabadpuska, összetett (300 m) | 1073 | 23.      |
| Lin Ho-ming (Lin Ho-Ming)    | Trap                           | 175  | 41.      |
| Lin Ven-hsziu (Lin Wen-Chu)  | Trap                           | 170  | 48.      |

## Súlyemelés
| Versenyző                              | Versenyszám | Nyomás                   | Nyomás                   | Szakítás                 | Szakítás                 | Lökés    | Lökés    | Összesen | Helyezés |
| Versenyző                              | Versenyszám | Eredmény                 | Helyezés                 | Eredmény                 | Helyezés                 | Eredmény | Helyezés | Összesen | Helyezés |
| -------------------------------------- | ----------- | ------------------------ | ------------------------ | ------------------------ | ------------------------ | -------- | -------- | -------- | -------- |
| Csung Nan-fej (Chung Nan-Fei)          | 56 kg       | 95,0                     | 15.                      | érvényes kísérlet nélkül | érvényes kísérlet nélkül | kiesett  | kiesett  | kiesett  | kiesett  |
| Csang Ming-csung (Chang Ming-Chung)    | 60 kg       | 97,5                     | 17.                      | 95,0                     | 15.                      | 130,0    | 12.      | 322,5    | 16.      |
| Je Zsuj-feng (Yeh Juei-Feng)           | 67,5 kg     | érvényes kísérlet nélkül | érvényes kísérlet nélkül | kiesett                  | kiesett                  | kiesett  | kiesett  | kiesett  | kiesett  |
| Csao Cseng-hsziung (Chao Cheng-Hsueng) | 75 kg       | 120,0                    | 14.                      | 120,0                    | 13.                      | 157,5    | 9.       | 397,5    | 12.      |
| Cseng Cseng-csung (Cheng Cheng-Chung)  | 82,5 kg     | 115,0                    | 22.                      | 120,0                    | 17.                      | 150,0    | 20.      | 385,0    | 21.      |
| Csen Seng-tö (Cheng Sheng-Teh)         | 90 kg       | 125,0                    | 16.                      | 135,0                    | 5.                       | 170,0    | 8.       | 430,0    | 12.      |
| Hsziang Jao-lin (Oun Yao-Ling)         | +90 kg      | 147,5                    | 19.                      | 145,0                    | 6.                       | 167,5    | 16.      | 460,0    | 14.      |

## Torna
Férfi
| Versenyző | Versenyszám      | Selejtező | Selejtező | Döntő    | Döntő    |
| Versenyző | Versenyszám      | Pontszám  | Helyezés  | Pontszám | Helyezés |
| --- | ---------------- | --------- | --------- | -------- | -------- |
| Laj Cse-nung (Lai Chu-Long) | Talaj            | 15,80     | 119.      | kiesett  | kiesett  |
| Laj Cse-nung (Lai Chu-Long) | Ugrás            | 18,10     | 112.      | kiesett  | kiesett  |
| Laj Cse-nung (Lai Chu-Long) | Korlát           | 17,40     | 108.      | kiesett  | kiesett  |
| Laj Cse-nung (Lai Chu-Long) | Nyújtó           | 17,40     | 91.       | kiesett  | kiesett  |
| Laj Cse-nung (Lai Chu-Long) | Gyűrű            | 14,55     | 120.      | kiesett  | kiesett  |
| Laj Cse-nung (Lai Chu-Long) | Lólengés         | 14,60     | 116.      | kiesett  | kiesett  |
| Laj Cse-nung (Lai Chu-Long) | Egyéni összetett |           |           | 97,85    | 116.     |
| Li Vu-cse (Lee Bu-Ti) | Talaj            | 16,00     | 118.      | kiesett  | kiesett  |
| Li Vu-cse (Lee Bu-Ti) | Ugrás            | 17,30     | 123.      | kiesett  | kiesett  |
| Li Vu-cse (Lee Bu-Ti) | Korlát           | 16,80     | 118.      | kiesett  | kiesett  |
| Li Vu-cse (Lee Bu-Ti) | Nyújtó           | 16,80     | 110.      | kiesett  | kiesett  |
| Li Vu-cse (Lee Bu-Ti) | Gyűrű            | 16,80     | 101.      | kiesett  | kiesett  |
| Li Vu-cse (Lee Bu-Ti) | Lólengés         | 13,40     | 119.      | kiesett  | kiesett  |
| Li Vu-cse (Lee Bu-Ti) | Egyéni összetett |           |           | 97,10    | 117.     |
| Liu Nien-seng (Liu Reng-Sun) | Talaj            | 17,50     | 94.       | kiesett  | kiesett  |
| Liu Nien-seng (Liu Reng-Sun) | Ugrás            | 17,65     | 121.      | kiesett  | kiesett  |
| Liu Nien-seng (Liu Reng-Sun) | Korlát           | 17,90     | 95.       | kiesett  | kiesett  |
| Liu Nien-seng (Liu Reng-Sun) | Nyújtó           | 17,55     | 86.       | kiesett  | kiesett  |
| Liu Nien-seng (Liu Reng-Sun) | Gyűrű            | 14,90     | 118.      | kiesett  | kiesett  |
| Liu Nien-seng (Liu Reng-Sun) | Lólengés         | 6,50      | 128.      | kiesett  | kiesett  |
| Liu Nien-seng (Liu Reng-Sun) | Egyéni összetett |           |           | 92,00    | 121.     |
| Jü Ja-tö (Ui Yah-Tor) | Talaj            | 16,80     | 113.      | kiesett  | kiesett  |
| Jü Ja-tö (Ui Yah-Tor) | Ugrás            | 17,55     | 122.      | kiesett  | kiesett  |
| Jü Ja-tö (Ui Yah-Tor) | Korlát           | 17,80     | 97.       | kiesett  | kiesett  |
| Jü Ja-tö (Ui Yah-Tor) | Nyújtó           | 14,45     | 120.      | kiesett  | kiesett  |
| Jü Ja-tö (Ui Yah-Tor) | Gyűrű            | 17,10     | 94.       | kiesett  | kiesett  |
| Jü Ja-tö (Ui Yah-Tor) | Lólengés         | 8,80      | 125.      | kiesett  | kiesett  |
| Jü Ja-tö (Ui Yah-Tor) | Egyéni összetett |           |           | 92,50    | 120.     |
| Csiang Ta-san (Yan Tai-San) | Talaj            | 17,50     | 94.       | kiesett  | kiesett  |
| Csiang Ta-san (Yan Tai-San) | Ugrás            | 18,15     | 109.      | kiesett  | kiesett  |
| Csiang Ta-san (Yan Tai-San) | Korlát           | 17,50     | 104.      | kiesett  | kiesett  |
| Csiang Ta-san (Yan Tai-San) | Nyújtó           | 17,40     | 91.       | kiesett  | kiesett  |
| Csiang Ta-san (Yan Tai-San) | Gyűrű            | 16,75     | 103.      | kiesett  | kiesett  |
| Csiang Ta-san (Yan Tai-San) | Lólengés         | 15,80     | 108.      | kiesett  | kiesett  |
| Csiang Ta-san (Yan Tai-San) | Egyéni összetett |           |           | 103,10   | 103.     |
| Vang Hszien-ming (Wang Shian-Ming) | Talaj            | 17,10     | 110.      | kiesett  | kiesett  |
| Vang Hszien-ming (Wang Shian-Ming) | Ugrás            | 17,90     | 114.      | kiesett  | kiesett  |
| Vang Hszien-ming (Wang Shian-Ming) | Korlát           | 16,70     | 119.      | kiesett  | kiesett  |
| Vang Hszien-ming (Wang Shian-Ming) | Nyújtó           | 17,10     | 102.      | kiesett  | kiesett  |
| Vang Hszien-ming (Wang Shian-Ming) | Gyűrű            | 16,20     | 111.      | kiesett  | kiesett  |
| Vang Hszien-ming (Wang Shian-Ming) | Lólengés         | 10,00     | 124.      | kiesett  | kiesett  |
| Vang Hszien-ming (Wang Shian-Ming) | Egyéni összetett |           |           | 95,00    | 119.     |
| Laj Cse-nung (Lai Chu-Long) Li Vu-cse (Lee Bu-Ti) Liu Nien-seng (Liu Reng-Sun) Jü Ja-tö (Ui Yah-Tor) Csiang Ta-san (Yan Tai-San) Vang Hszien-ming (Wang Shian-Ming) | Csapat összetett |           |           | 493,05   | 17.      |

Női
| Versenyző                    | Versenyszám      | Selejtező | Selejtező | Döntő    | Döntő    |
| Versenyző                    | Versenyszám      | Pontszám  | Helyezés  | Pontszám | Helyezés |
| ---------------------------- | ---------------- | --------- | --------- | -------- | -------- |
| Hung Tan-kuj (Hong Tai-Kwai) | Talaj            | 17,366    | 79.       | kiesett  | kiesett  |
| Hung Tan-kuj (Hong Tai-Kwai) | Ugrás            | 13,432    | 80.       | kiesett  | kiesett  |
| Hung Tan-kuj (Hong Tai-Kwai) | Felemás korlát   | 11,433    | 81.       | kiesett  | kiesett  |
| Hung Tan-kuj (Hong Tai-Kwai) | Gerenda          | 16,666    | 77.       | kiesett  | kiesett  |
| Hung Tan-kuj (Hong Tai-Kwai) | Egyéni összetett |           |           | 58,897   | 81.      |